# 신석기 시대
| 인류 역사의 구분  |             |           |           |
| 홀 로 세          | 역사 시대   | 역사 시대 | 역사 시대 |
| 홀 로 세          | 철기 시대   |           |           |
| 홀 로 세          | 청동기 시대 |           |           |
| 홀 로 세          | 동기 시대   |           |           |
| 홀 로 세          | 신석기 시대 |           |           |
| 홀 로 세          | 중석기 시대 |           |           |
| 플 라 이 스 토 세 | 후기 구석기 |           |           |
| 플 라 이 스 토 세 | 중기 구석기 |           |           |
| 플 라 이 스 토 세 | 전기 구석기 |           |           |
| 플 라 이 스 토 세 | 구석기 시대 |           |           |
| 플 라 이 스 토 세 | 석기 시대   |           |           |

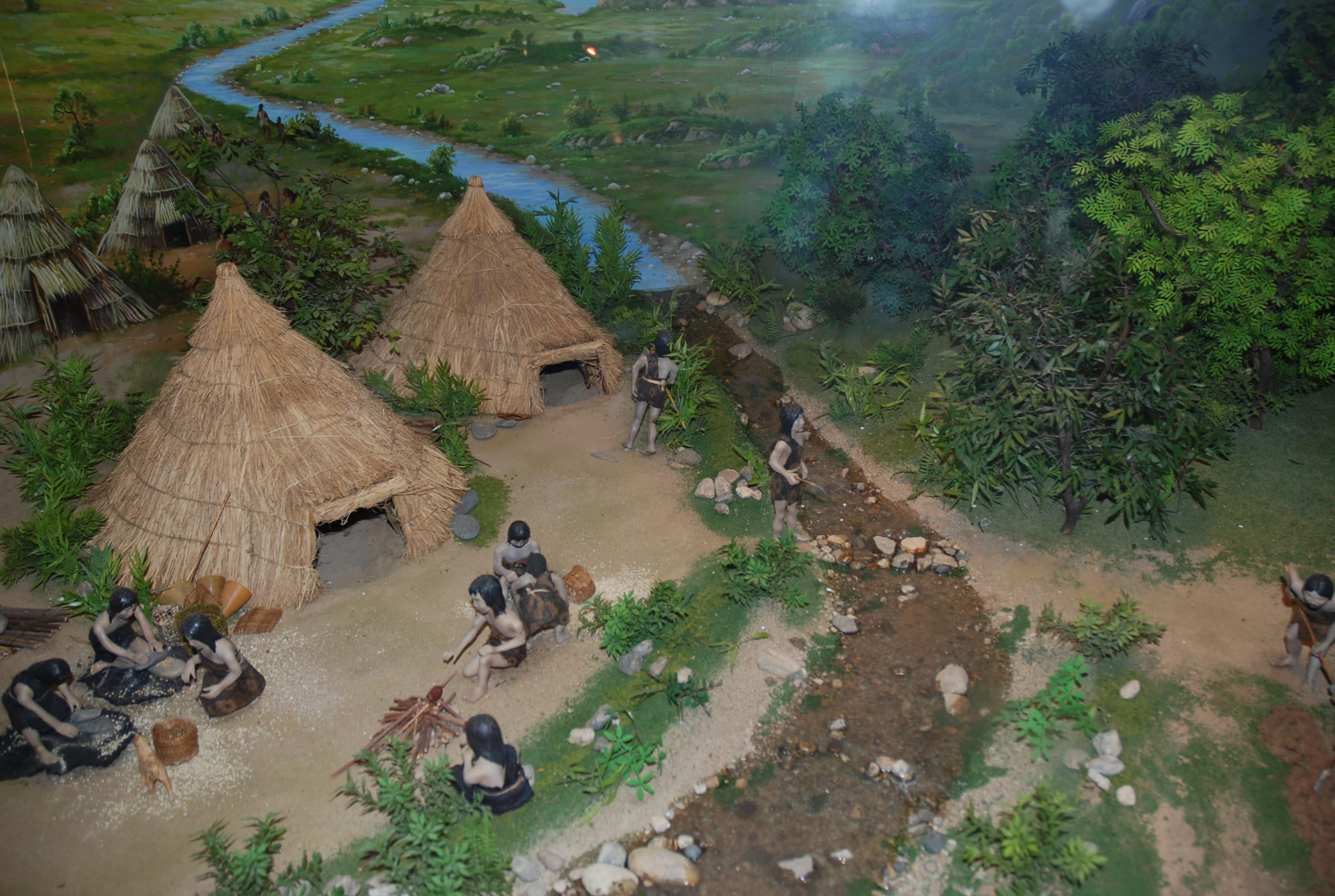
신석기 시대의 생활 모형도

신석기 시대(新石器時代, The Neolithic Age)는 후기로, 돌을 갈아 만든 간석기와 질그릇(토기)을 도구로 사용하여 식량 생산 단계에 이른 시대를 말한다. 인류사회는 구석기시대의 채집 경제로부터 신석기 시대의 생산경제로 발전하는데 이러한 생산 경제로의 전환은 인류 문화사상 하나의 전기를 가져온 사건이다. 때문에 이러한 전환을 신석기 혁명이라고도 한다.
이러한 비약을 가져온 이유의 하나로서 기후의 변화를 들 수가 있는데, 그것은 플라이스토세 빙하기(氷河期)가 끝나고 홀로세에 들어오면서 오늘날과 같은 기후로 변해 농업 생산에 적합한 시기에 돌입했기 때문에 형성된 것이다. 지금까지 알려진 가장 이른 신석기문화는 팔레스티나의 예리코(Jericho)와 이라크의 자르모(Jarmo)이다. 이들 중동의 문화는 석기 시대의 말기인 기원전 6500년 전에 시작되었으며, 홀로세의 아구석기의 시대가 끝나고 따라오는 시대이다.

## 토기별 시대구분
중동과 같은 서남아시아에서 문화는 신석기 시대가 기원전 10000년 전에 시작되었고, 아프리카에서는 기원전 15000년 전에 시작된 것으로 밝혀졌다. 레반트에서는 초기 발전이 있어났고, 그곳에서 동쪽과 서쪽으로 확산되었다.(도기 이전의 신석기 A 그리고 도기 이전의 신석기 B) 신석기 문화는 또한 기원전 8000년 경에 남동 아나톨리아와 북메소포타미아에서도 증명되었다. 중화인민공화국 허베이성 이 현 근처의 《베이푸디 선사유적지》(北福地)에는 약 7000년 전에서 8000년 전 경의 타이항산맥의 동쪽에 있는 신석기 문화 유적지이며, “츠산 문화”와 “싱롱와 문화”와 동시대의 문화유적이 발견되었다. 이것은 북중국에 있는 문화 사이와의 고고학적인 차이를 메꿔주는 유적이다. 발굴 지역은 전체 1200m2이며, 두 시기로 구성된 유적이 있다.

### 신석기 1기-토기없는 신석기 시대 A (PPNA)
지금의 팔레스타인 예리코의 레반트 지역에서 신석기 1기(PPNA, Pre-Pottery Neolithic A, 토기없는 신석기 A)이 기원전 9500년에서 9000년경에 시작되었다. 실제 연도는 과학자마다 탄소연대측정 결과가 다르게 나오기 때문에 정확하지는 않다.
기원전 1만년을 거슬러 올라가는 터키 동남쪽 괴베클리 테페(Göbekli Tepe)의 초기 사원은 신석기 시대 1 초기의 것으로 추정된다. 이곳은 수렵과 채집을 하는 유목민 부족에 의해 만들어졌으며, 근처의 영구 주거지의 부족으로 입증되었다. 이 사원 유적은 인류가 만든 가장 오래된 사원이다. 적어도 7개의 반석과 110만 평방미터에 이르는 면적에, 동물, 곤충, 새가 조각된 대리석 기둥을 포함하고 있다. 지붕을 떠받치는 기둥을 만들기 위해 수백명의 사람들이 석기를 사용하였다. 신석기 시대 1의 주요한 발전은 실질 농경이었다. 나투프 원신석기 문화에서는 야생 곡물이 수확되었고, 초기의 종자 선택과 파종이 일어났다. 곡물은 갈아서 가루로 만들었다. 소맥, 밀이 재배되었고, 동물들을 가축으로 길렀다.
21세기 제리코의 한 주거 유적에서 기원전 9400년을 거슬러 올라가는 무화과가 발견되었다. 그 무화과는 돌연변이에 의한 변종으로 벌레에 의해 수정을 할 수 없으며, 그 나무는 단지 접붙이기에 의해서 번식될 수 있는 것이었다. 이러한 증거는 무화과가 최초로 경작된 작물이며, 농경 기술의 발명품으로 기록할 수 있음을 의미한다. 이러한 것은 최초의 곡물 생산이 시작되기 전 수백년 동안 지속되었다.
나투프와 같이 방을 갖춘 집단 주거지에 의한 정착생활이 보다 더 영구적이 되었다. 그러나 이러한 집들은 최초의 진흙 벽돌에 의한 주거였다. 일부일처제되고, 여자들은 가정 내에 아이들을 키웠다. 그 주거지에는 에워싼 석벽이 있었고, 예리코와 같이 돌톱이 있었다. 이 석벽은 주변 부족에 대한 방어와 홍수, 또는 동물들을 가두는 용도로 사용되었다. 또한 곡식과 고기를 저장한 것으로 추측되는 저장고도 있었다.

### 신석기 2기-토기없는 신석기 시대 B (PPNB)
신석기 2기(PPNB, Pre-Pottery Neolithic B, 토기없는 신석기 B)는 팔레스타인 지역의 예리코에 있었던 레반트에서 기원전 8500년경에 시작되었다. 신석기 1기와 같이 동일한 근거를 가진 시대이다. 그러나 이 용어 구조는 남동 아나톨리아와 중부 아나톨리아의 정착지에는 편리하지 못하다.
방 하나 또는 여러 개가 있고, 가족이 함께 살았던 사각형의 진흙 벽돌로 만든 주거지를 가지고 있었다. 무덤 유적은 얼굴 형상을 만들기 위해 진흙으로 반죽을 하고, 망자의 두개골을 보존했던 조상에 대한 제사를 암시하고 있다.

### 신석기 3기-토기 신석기 시대 (PN)
신석기 3기는 기원전 6500년 경 비옥한 초승달 지대에서 시작되었다. 그 당시에는 토기를 가진 특징적인 《할라프 문화》(Halafian culture)(터키, 시리아, 북메소포타미아)와 《우바이드 문화》(Ubaid culture)(남메소포타미아)가 등장했다. 동기 시대는 기원전 4500년 전에 시작되었고, 청동기 시대는 기원전 3500년 경에 등장하여 신석기 문화를 대체하였다.

## 지역별 시대구분

### 비옥한 초승달 지대
토기없는 신석기 시대 A(PPNA)에 속하는 완전히 발달된 신석기 문화가 기원전 9500년 경에 비옥한 초승달 지대에 등장하였다. “토기없는 신석기 시대 A”(PPNA)인 기원전 9000년 경에는 세계 최초의 도시인 예리코가 있는 레반트에서 등장하였다. 석벽과 대리석벽으로 둘러 싸여있고, 2000명에서 3000명을 수용했으며, 거대한 석탑이 존재하고 있었다. 기원전 6000년 경에는 《할라프 문화》(Halaf culture)가 레바논과 이스라엘, 팔레스타인, 시리아, 아나톨리아 그리고 북메소포타미아 지역에서 등장하였고, 건조한 대지에서 농경생활을 영위하였다.

### 남메소포타미아
수메르, 엘람과 같은 충적세의 평원, 적은 강수로 인해 관개수로 체계가 필요하게 되었다. 그리하여 기원전 5500년경 우바이드 문화(Ubaid culture)가 등장하였다.

### 아프리카
아프리카에서 경작을 하거나 소와 같은 가축을 기른 것은 약 15000년 전이다. 아프리카 사람들은 밀과 보리, 콩을 기를 방법을 발견하였으며, 다른 야채나 곡물은 기원 전 1000년경에 발견하였다. 아프리카에서는 수수와 사탕수수는 적어도 5000년 전에 경작되었다. 먹을 것을 생산해 내는 경제는 적도의 북쪽에 사는 아프리카 사람들에 의해서 기원전 6000년에서 기원전 1000년 사이에 확립되었다.

### 유럽
남동유럽에서 농경 사회가 기원전 7000년 경에 최초로 등장하였다. 그리고 중앙 유럽에는 기원전 5500년에 등장하였다. 이 지역의 가장 초기의 문화 유적지 중에는 테살리아에 있었던 세스클로 문화(Sesklo culture)가 있었고, 이후 발칸반도로 나아가 크리스(Starčevo-Körös), 리니어밴드케라믹(Linearbandkeramic), 빈카 문화(Vinča)로 확장된다. 문화의 융화와 사람들의 이주를 통해, 신석기 전통은 서쪽과 북쪽으로 확대되어 기원전 4500년 경 북서유럽에 도달한다. 빈카 문화는 가장 초기 단계의 문자 체계인 빈카 부호를 만들어 냈다. 고고학자들이 통상적으로 수메르인의 쐐기문자가 최초의 진짜 문자형태라고 받아들이고 있으며, 빈카 부호는 문자라기 보다는 픽토그램이나 표의문자에 가깝다고 생각한다. 지중해의 고조 섬(Gozo, 몰타 군도 위의 섬)의 거석 시대의 사원 유물단지와 몰타의 나즈드라(Mnajdra) 사원은 거대한 신석기 구조물로 주목할 만 하다. 이것들 중 가장 오래된 것은 기원전 3600년 전까지 거슬러 올라간다.

### 아메리카
경작이나 정착생활과 같은 유사한 행위들이 기원전 4500년 경에 등장하였다. 비록 “고전 이전”(또는 형성기)라는 용어가 중기-후기 신석기 대신에 사용되고, 전기 신석기 대신 “고대 시대”(Archaic Era)를, 그 이전의 시기를 “고대-인디언 시대”라고 사용하기는 하지만, 이러한 문화들은 보통 신석기에 속했다고 하지는 않는다.

### 남아시아/동아시아
남아시아에서 가장 오래된 신석기 유적은 기원전 7000년경의 《메르가르》(Mehrgarh)이다. 이 유적은 파키스탄 발루키스탄의 카치 평원에 있으며, 농경(밀과 보리)과 축산(소, 양, 염소)의 증거를 가진 남아시아의 가장 초기 유적 중의 하나이다.

## 사회 구조
신석기 시대 거의 대부분 사람들은 부족과 씨족으로 구성된 150명에서 2000명 정도 되는 작은 공동체를 이루며 살았다. 거의 대부분의 신석기 사회에서는 계층화가 진행된 과학적인 근거는 거의 찾아볼 수 없다. 사회 계층화는 청동기 시대와 더 밀접하게 연관되어 있다. 후기 신석기의 어떤 사회에서는 고대 하와인들과 같이 폴리네시아 사회와 유사한 복합적으로 계층화된 지도계층을 형성하지만, 거의 대부분의 신석기 사회는 상대적으로 단순하면서 평등하였다. 그러나 신석기 사회는 보통 수렵과 채집 생활을 선생하기 때문에, 구석기보다는 더 계층적인 사회였다. 기원전 8000년경의 동물의 가축화는 급격한 사회적인 불평등을 초래하였다. 가축을 소유한다는 것은 경쟁력을 의미하였고, 부의 불평등을 전승하는 결과를 나타내었다. 대규모의 가축을 소유하게 된 신석기의 목자들은 점차 보다 많은 가축을 소유하게 되었고, 이것이 경제적인 불평등을 더욱 더 심화시켰다.

## 같이 보기
- 석기 시대
- 선사 시대
- 한국의 신석기 시대
- 빗살무늬토기 시대